# Naturschutzgebiet Grambower Moor
Koordinaten: 53° 35′ 39,3″ N, 11° 16′ 53,7″ O

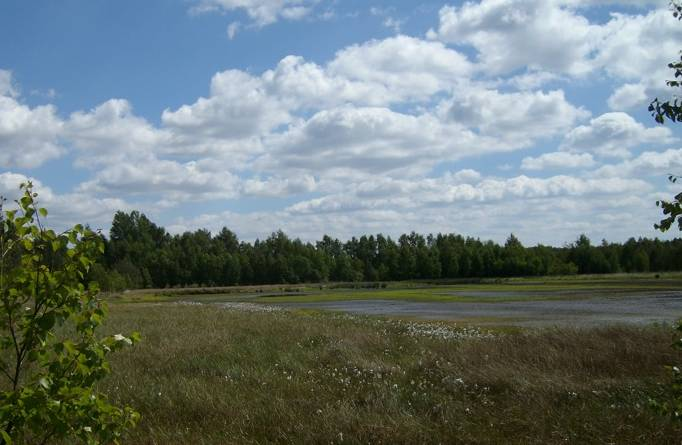
Blick auf den Moorsee

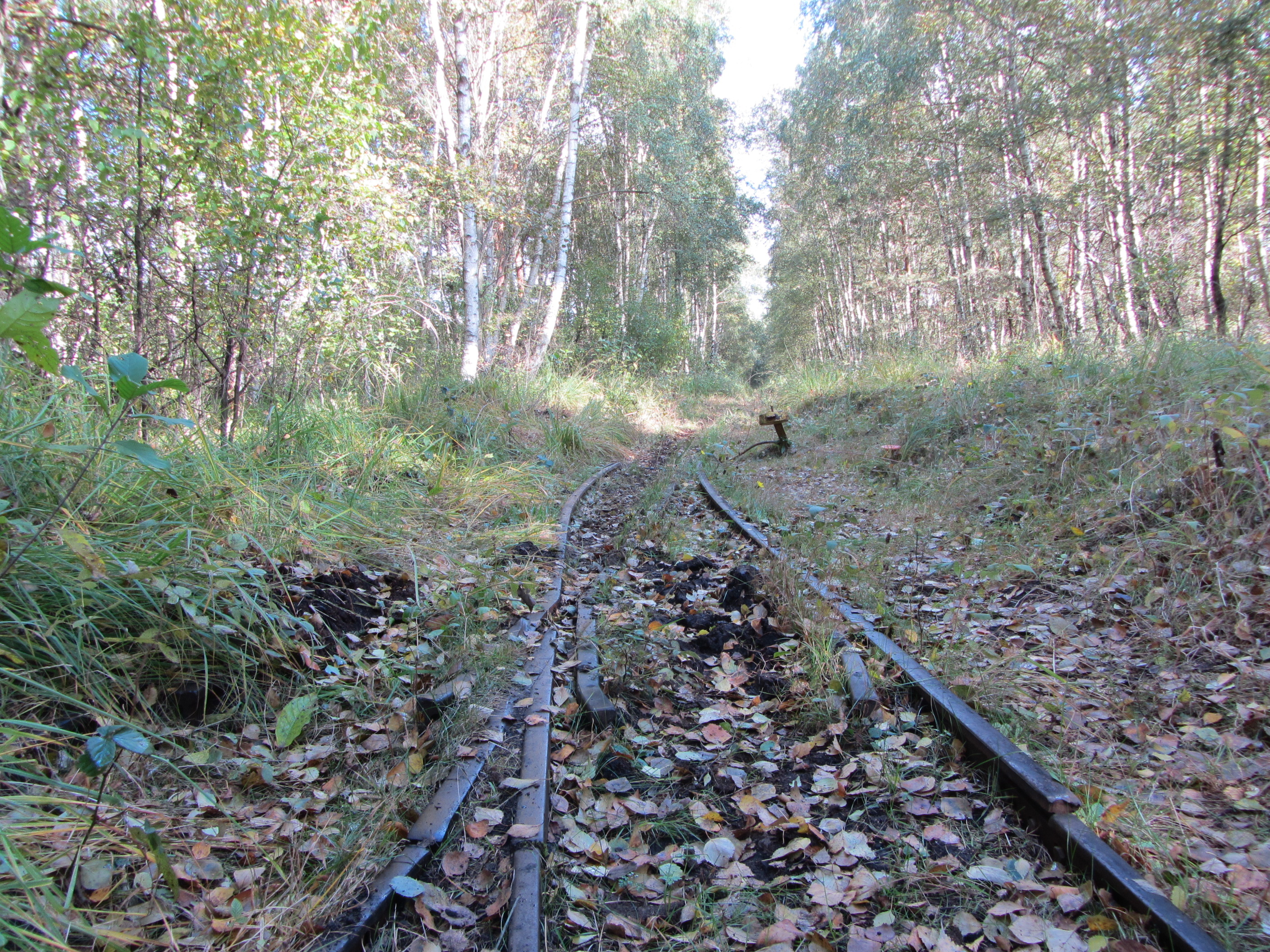
Feldbahngleise im ehemaligen Torfabbaugebiet

Das Naturschutzgebiet Grambower Moor ist ein Naturschutzgebiet in Mecklenburg-Vorpommern ungefähr sieben Kilometer südwestlich von Schwerin. Umliegende Orte sind, neben dem namensgebenden Grambow, Wittenförden und Stralendorf. Die Gebietsausweisung erfolgte am 13. Oktober 1939 mit einer Verkleinerung 1982 und einer Erweiterung 1994. Die heutige Schutzgebietsfläche umfasst 567 Hektar. Schutzziel ist es, ein seit 250 Jahren zum Torfabbau genutztes Hochmoor wieder zu vernässen und so die Voraussetzungen für eine erfolgreiche Renaturierung zu schaffen. Das Moor enthält zwei Moorseen. Der Kranich brütet im Gebiet.
Der Gebietszustand wird als unbefriedigend angesehen, da der Wasserhaushalt der Flächen gestört ist. Eventuell wäre er auch durch einen industriellen Torfabbau im nahegelegenen, inzwischen bewaldeten Grambower Hofmoor betroffen, der von 2010 bis 2045 geplant war. Ein alternatives Entwicklungskonzept wurde entworfen. Nur einige Bereiche des Gebiets wurden wieder dauerhaft überstaut.
Teile des Naturschutzgebiets liegen im Eigentum der Stiftung Umwelt und Naturschutz Mecklenburg-Vorpommern. Umfangreiche Renaturierungsmaßnahmen begannen im Jahr 1994 durch den Förderverein Grambower Moor e. V.
Ein Rundweg ermöglicht ab Grambow Einblicke in das Gebiet. Weiterhin existieren eine Ausstellung zur Geschichte des Grambower Moores sowie ein Moorlehrpfad.